# Логичко НИ
У Буловој логици, логичко НИ је логичка операција чији је резултат негација логичког И (конјункција), односно резултат је нетачан само ако су оба исказа тачна.

## Дефиниција
НИ операција је логичка операција над две логичке вредности који даје вредност тачан ако и само ако је један од операнда нетачан. Другачије речено, резултат је нетачан само ако су оба операнда тачна.

### Табела истинитости
Табела истинитости за A НИ B (такође се пише као A | B или A ↑ B):
| УЛАЗ | УЛАЗ | ИЗЛАЗ |
|      |      | НИ    |
| 0    | 0    | 1     |
| 0    | 1    | 1     |
| 1    | 0    | 1     |
| 1    | 1    | 0     |

## Својства
Логичко НИ нема ни једно од пет својства (очување тачности, очување нетачности, линеарност, монотоност, самодвојност) потребна за издвајање најмање једног члана скупа оператора функционалне потпуности.

## Еквиваленти, елиминација и увођење
Логичко НИ је еквивалентно негацији конјункције:
{\displaystyle P|Q\equiv \neg (P\wedge Q)}
НИ оператор може да се изрази у било коју логичку операцију:
| "НЕ p" је еквивалентно " НИ "                | {\displaystyle \neg P\equiv P\|P,}                             |
| "p И q" је еквивалентно "( НИ ) НИ ( НИ )"    | {\displaystyle P\wedge Q\equiv (P\|Q)\|(P\|Q),}                |
| "p ИЛИ q" је еквивалентно "( НИ ) НИ ( НИ )"  | {\displaystyle P\vee Q\equiv (P\|P)\|(Q\|Q),}                  |
| "p имплицира q" је еквивалентно "p НИ (q НИ )" | {\displaystyle P\rightarrow Q\equiv P\|(Q\|Q)\equiv P\|(P\|Q)} |